# Bazylika 26 męczenników japońskich
Bazylika Dwudziestu Sześciu Świętych Męczenników Japońskich (jap. 日本二十六聖殉教者聖堂 Nihon Nijūroku Sei-junkyōsha Seidō) również kościół Ōura 大浦天主堂 Ōura tenshudō – rzymskokatolicka bazylika mniejsza i konkatedra archidiecezji Nagasaki pod wezwaniem Męczenników z Nagasaki, znajduje się w Nagasaki w Japonii, uważana jest za najstarszy zachowany japoński kościół.

## Historia
Region Nagasaki należał do najwcześniej konwertowanych w Japonii na katolicyzm. Mimo prześladowań, trwających od 1614 do połowy XIX wieku, chrześcijaństwo przetrwało w tym regionie pod nazwą kakure-kirishitan („ukryci chrześcijanie”). Francuscy misjonarze katoliccy: Louis-Théodore Furet (1816–1900) i Bernard Petitjean z Paryża przybyli do Nagasaki w 1862–1863 i 14 lutego 1863 otrzymali pozwolenie na budowę kościoła, którą rozpoczęto w styczniu następnego roku. Budowa została zakończona 29 grudnia 1864, a 19 lutego 1865 w obecności O. Girarda, francuskiego konsula, odbyła się uroczysta ceremonia poświęcenia kościoła.
17 marca 1865 po raz pierwszy w tym kościele ujawniła się przed ojcem Petitjeanem grupa miejscowych „ukrytych chrześcijan”. Później dołączyli do nich następni z okolicy i po ponad 200 latach zaczęli praktykować chrześcijaństwo otwarcie.
Po zalegalizowaniu chrześcijaństwa w Japonii w 1873, liczba wiernych wzrosła i kościół stał się zbyt mały, dlatego wydłużono go o około 10 m do przodu i 4 m na boki, a całość, dwukrotnie powiększoną, przebudowano w stylu neogotyckim. Na skutek wypadku przy rozbudowie tego kościoła w 1914 zmarł misjonarz i działacz społeczny Marc Marie de Rotz.
Zrzucenie bomby atomowej na Nagasaki 9 sierpnia 1945 spowodowało duże uszkodzenia budynku, które naprawiono 5 lat. Kościół uznano za „skarb narodowy” w 1933 i ponownie w 1953.
W 2018 bazylika została wpisana na listę światowego dziedzictwa UNESCO jako część obiektu pod nazwą Ukryte stanowiska chrześcijańskie w regionie Nagasaki.

## Galeria

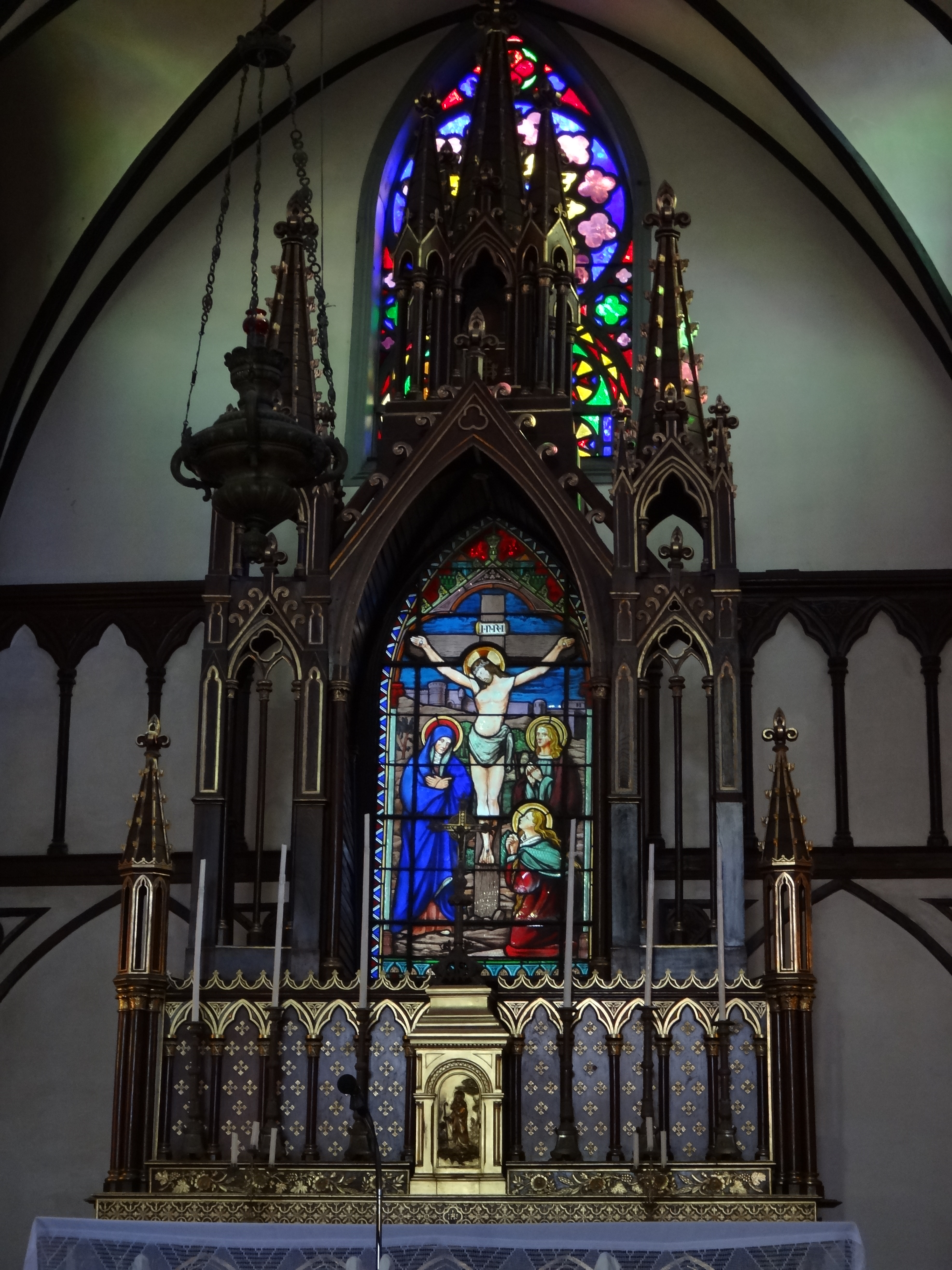
Ołtarz główny
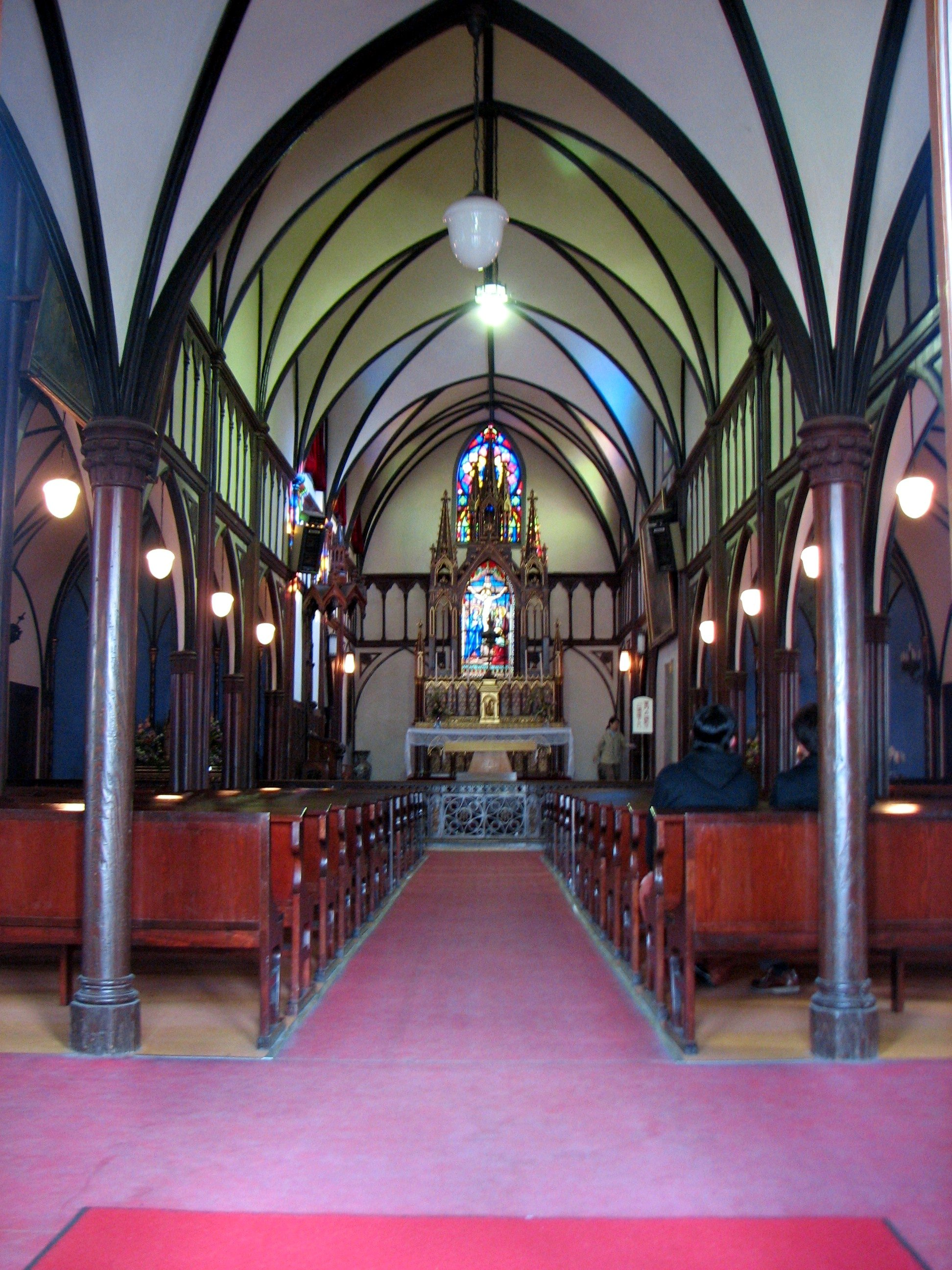
Wnętrze
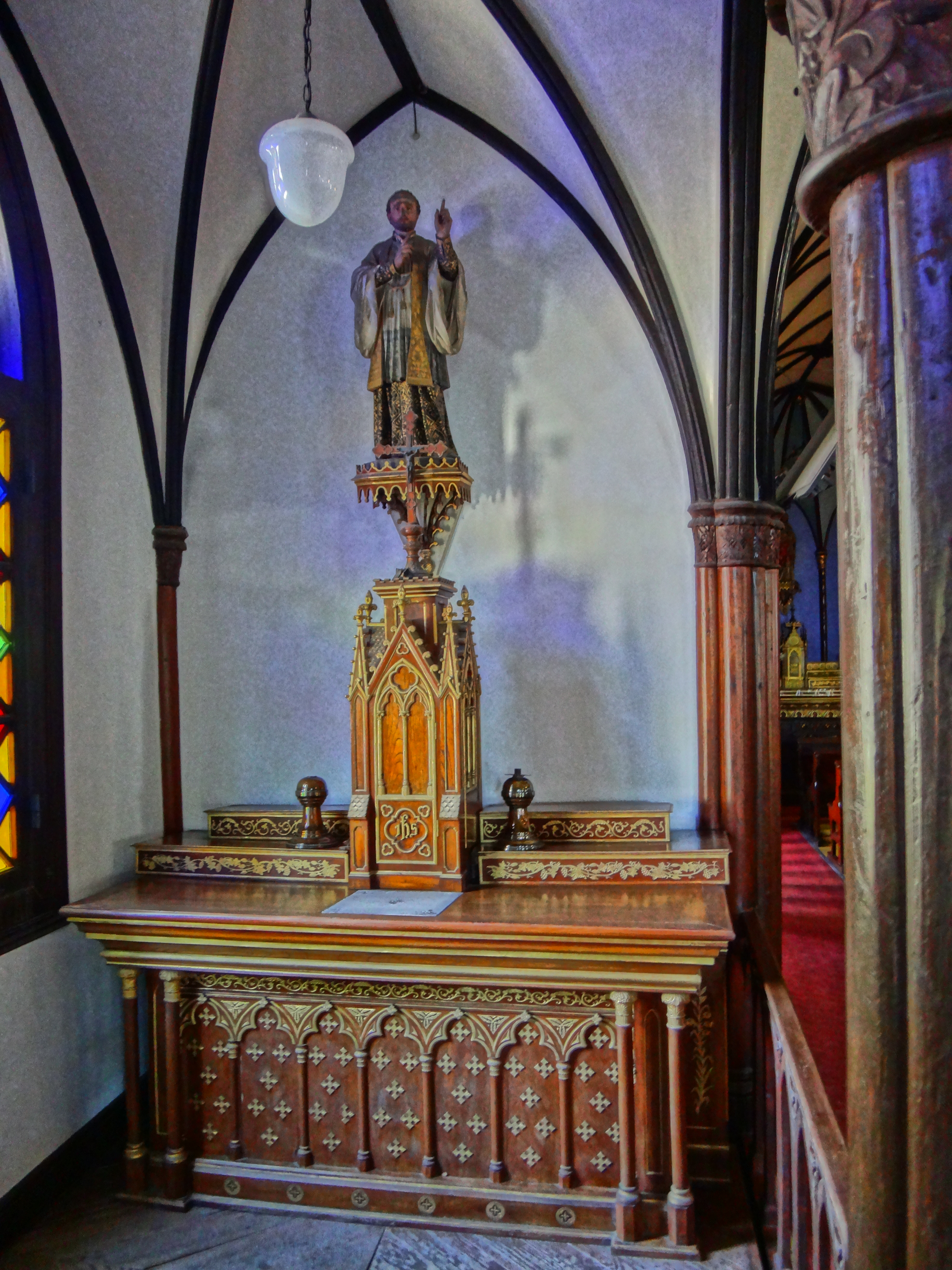
Wnętrze
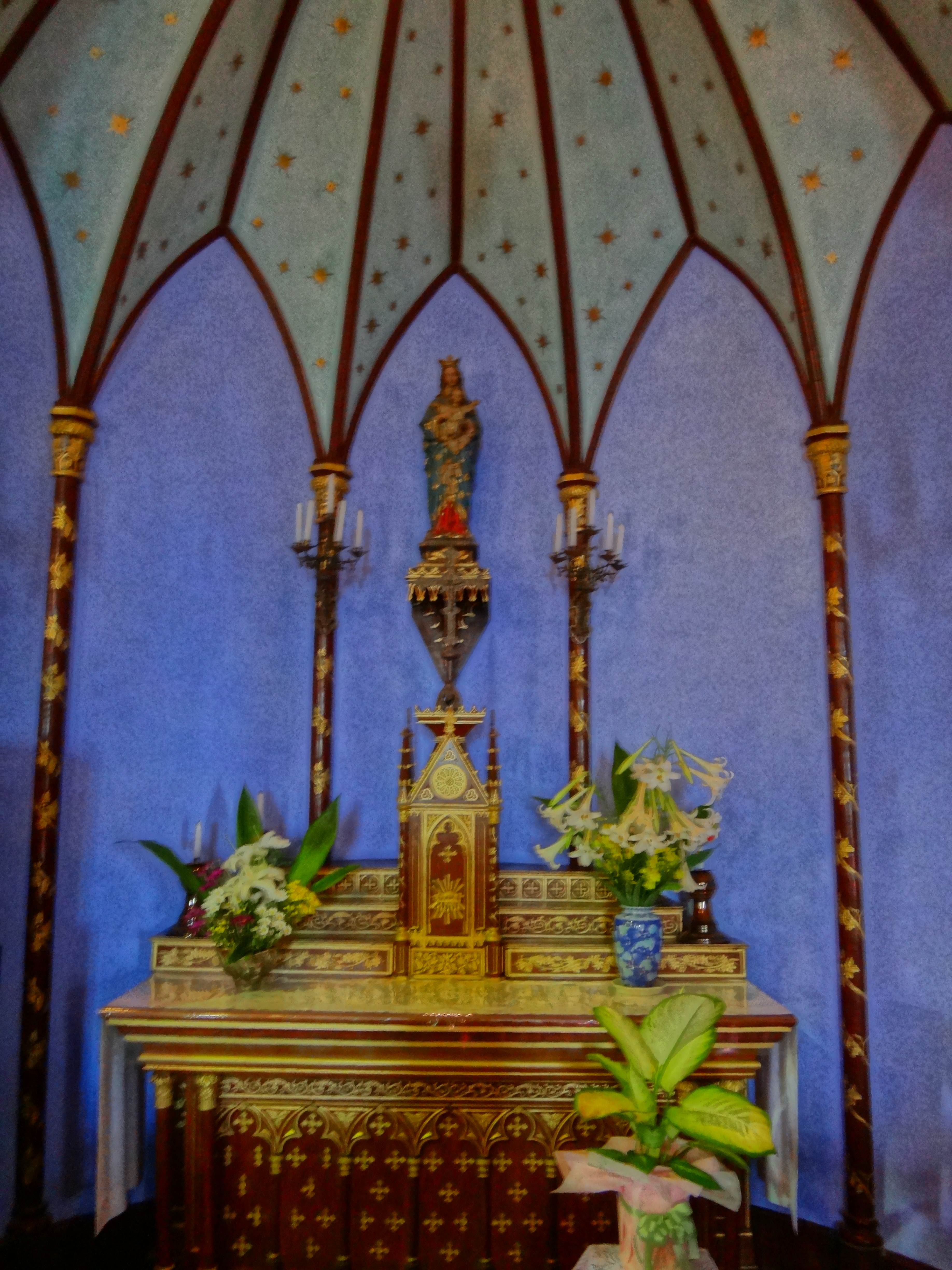
Wnętrze
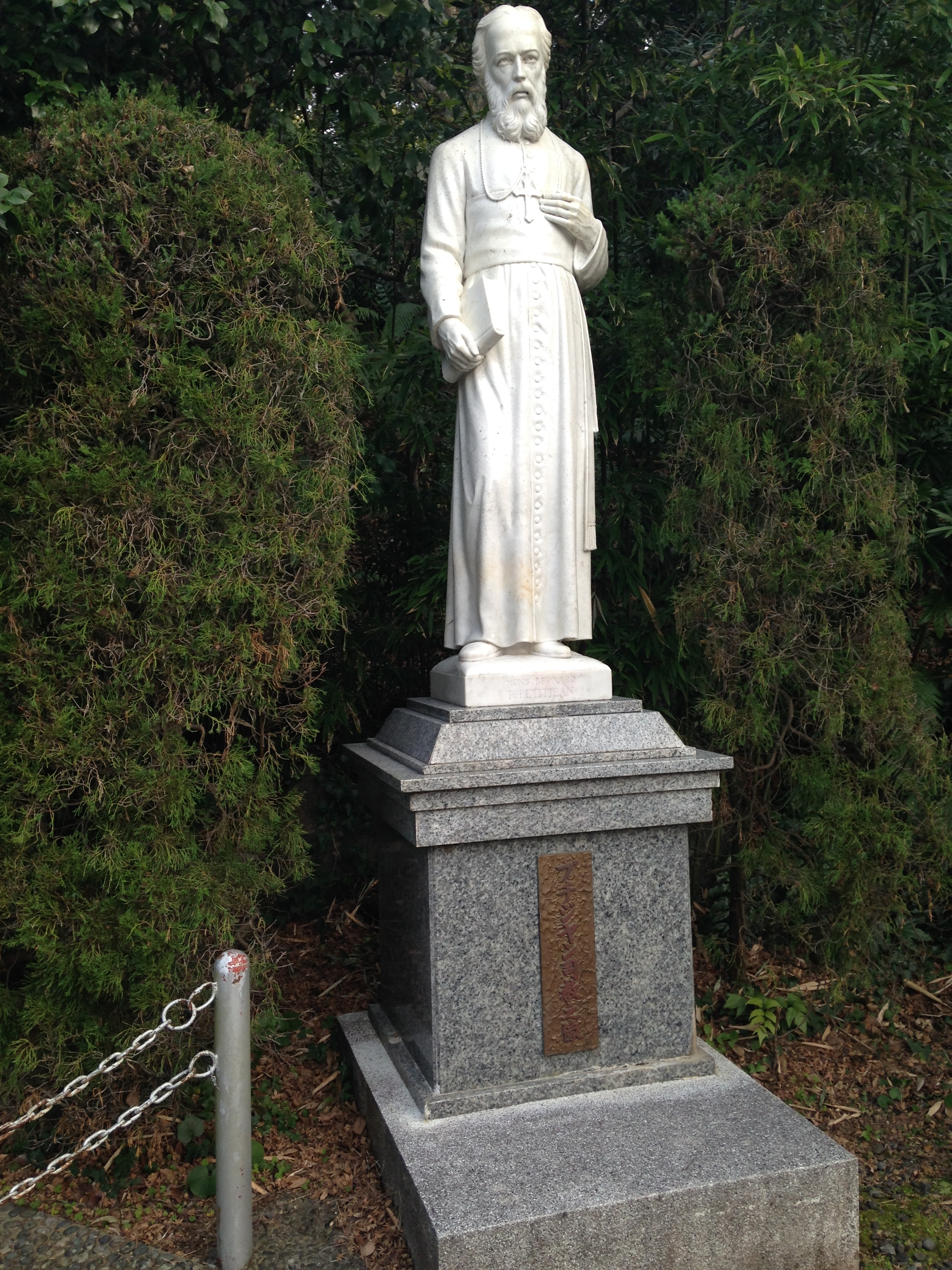
Pomnik o. Petitjeana przed bazyliką
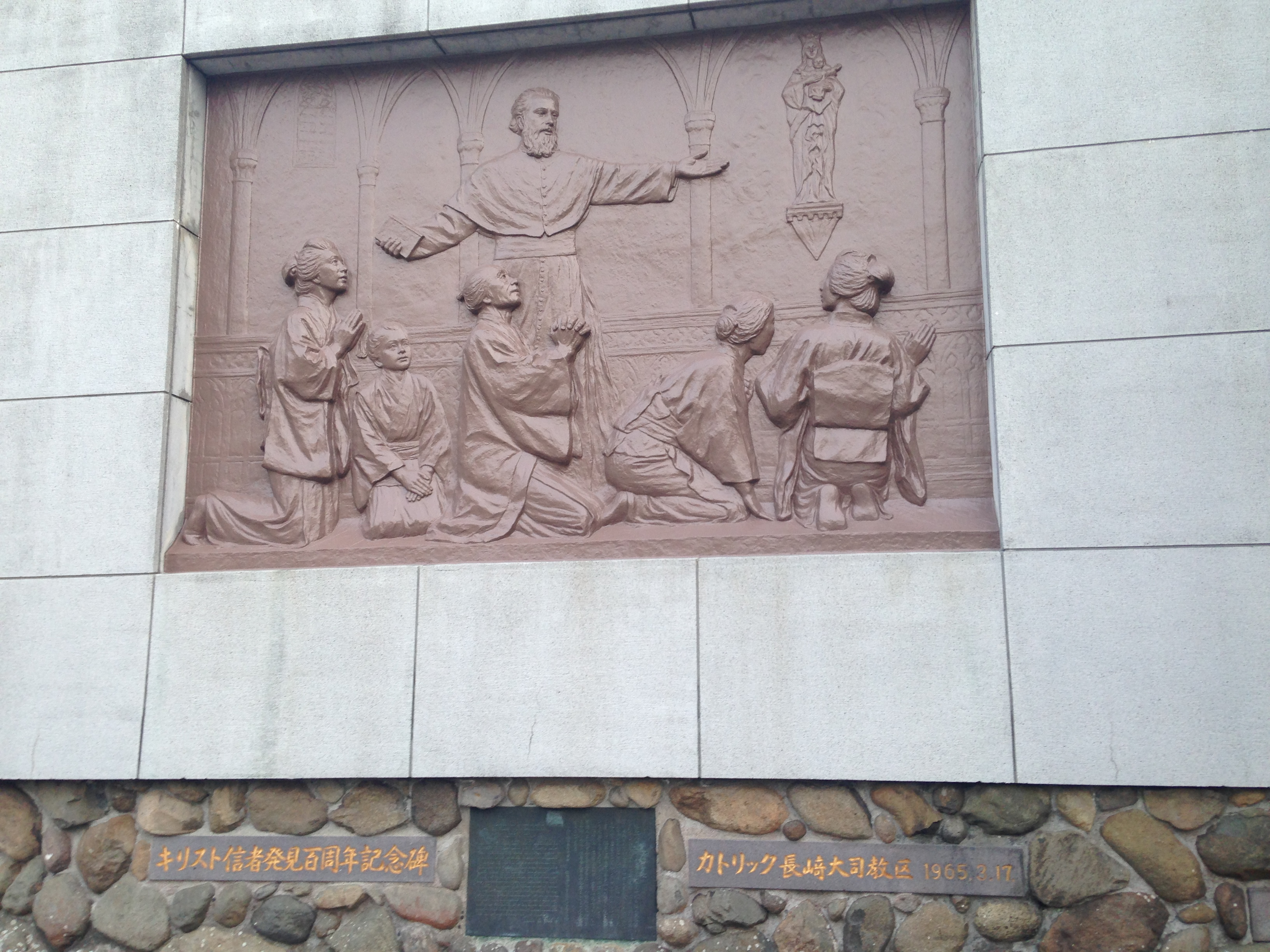
Płaskorzeźba upamiętniająca pierwsze spotkanie o. Petitjeana z „ukrytymi chrześcijanami”